# Katastrofa lotu Turkish Airlines 5904
Katastrofa lotu Turkish Airlines 5904 wydarzyła się 7 kwietnia 1999 roku w tureckiej miejscowości Ceyhan. Samolot Boeing 737-4Q8 Turkish Airlines odbywał lot bez pasażerów z lotniska w Adanie z planowym lądowaniem na lotnisku Dżudda w Arabii Saudyjskiej. Do katastrofy doszło 9 minut po poderwaniu maszyny z pasa startowego.

## Samolot
Boeing 737 to najpopularniejszy na świecie wąskokadłubowy samolot pasażerski średniego zasięgu produkowany przez firmę Boeing od 1967 roku. Wersja 400 może pomieścić na swoim pokładzie 146 do 188 pasażerów, a jej produkcja rozpoczęła się w 1983 roku.
Samolot, który uległ katastrofie, wykonał swój pierwszy lot 9 czerwca 1995 roku, a więc w momencie katastrofy miał ponad 3 lata i 10 miesięcy. Linie Turkish Airlines były pierwszym i jedynym operatorem maszyny, tuż po jej nabyciu nadały jej nazwę Trakya i numer rejestracyjny TC-JEP. Samolot napędzany był dwoma silnikami turbowentylatorowymi CFM56-3C1 skonstruowanymi przez CFM International.

## Przebieg wydarzeń
Boeing 737-400 wystartował z lotniska w Adanie o godzinie 00:36 czasu wschodnioeuropejskiego i miał dolecieć do saudyjskiego lotniska w mieście Dżudda. Na pokładzie samolotu znajdowała się jedynie sześcioosobowa załoga (dwóch pilotów i cztery osoby obsługujące kabinę pasażerską). Maszyna uderzyła o ziemię o 00:45, zaledwie 9 minut po starcie, około 56 kilometrów na północny wschód od lotniska w pobliżu wioski Hamdilli, pozostawiając dziesięciometrową dziurę. Szczątki maszyny znajdowały się na powierzchni 42 km².
Podczas poprzedniego lotu na pokładzie znajdowało się 150 pielgrzymów. Załoga wylądowała bezpiecznie w Adanie o 23:57, nie zgłoszono żadnych usterek mechanicznych samolotu.
Zgodnie z zapisami rejestratora rozmów w kokpicie, o 23:22 pilot poprosił kontrolera z tureckiej bazy w Incirlik o informacje na temat burzy w rejonie Adany, którą zauważył na radarze. Wieża przekazała informację, że ta przemieszcza się w kierunku północnym.

## Przyczyny
Śledztwo było prowadzone przez Turecki Urząd Lotnictwa Cywilnego (Turkish Civil Aviation Authority), zgodnie z jego ustaleniami za przyczyny katastrofy uznano:
- złe warunki pogodowe;
- nierozpoznanie przez załogę błędnych wskazań prędkościomierza;
- brak aktywacji systemu przeciwoblodzeniowego rurki pitota;
- błąd w użyciu pozostałych przyrządów podczas próby odzyskania kontroli nad samolotem;
- obecność w kokpicie innych członków załogi, co prawdopodobnie rozpraszało pilotów.